# Coupe d'Italie de football 2001-2002
Navigation
Coupe d'Italie 2000-2001 Coupe d'Italie 2002-2003
La Coupe d'Italie de football 2001-2002, est la 55e édition de la Coupe d'Italie.

## Compétition
Au premier tour, 32 équipes sont réparties dans 8 groupes de quatre et se rencontrent une seule fois. Les 8 vainqueurs de groupe du premier tour rencontrent chacun un club  de Serie A pour disputer le deuxième tour en match aller et retour.
Les vainqueurs du deuxième tour sont rejoints par les huit meilleures équipes de Serie A 2000-2001 directement qualifiées pour les huitièmes de finale, jusqu'à la finale, les rencontres se jouent en match aller et retour.

### Quarts de finale
En cas d'égalité, la règle du but à l'extérieur est appliquée, si l'égalité est parfaite une séance de tirs au but aura lieu.
| Équipe         | Aller | Total | Retour | Équipe           |
| -------------- | ----- | ----- | ------ | ---------------- |
| AS Rome        | 0 - 1 | 0 - 4 | 0 - 3  | Brescia Calcio   |
| Udinese Calcio | 1 - 1 | 1 - 1 | 0 - 0  | Parme            |
| AC Milan       | 2 - 1 | 5 - 3 | 3 - 2  | SS Lazio         |
| Juventus       | 4 - 2 | 5 - 4 | 1 - 2  | Atalanta Bergame |

### Demi-finales
Les matchs des demi-finales se déroulent entre le 23 janvier et le 7 février 2002.
| Équipe   | Aller | Total | Retour | Équipe         |
| -------- | ----- | ----- | ------ | -------------- |
| AC Milan | 1 - 2 | 2 - 3 | 1 - 1  | Juventus       |
| Parme    | 2 - 0 | 3 - 2 | 1 - 2  | Brescia Calcio |

### Finales
| Finale aller  | Juventus | 2 - 1   | Parme | Stadio delle Alpi, Turin      |                               |
| 25 avril 2002 |          | (2 - 0) |       | Arbitrage : Pierluigi Collina | Arbitrage : Pierluigi Collina |

---
| Finale retour | Parme | 1 - 0   | Juventus | Stade Ennio-Tardini, Parme     |                                |
| 10 mai 2002   |       | (1 - 0) |          | Arbitrage : Gianluca Paparesta | Arbitrage : Gianluca Paparesta |

Parme remporte sa troisième coupe d'Italie grâce au but marqué à l'extérieur.